# Самос (фема)

Византийская Греция в 900 году

Фе́ма Са́мос (греч. θέμα Σάμου) — византийское административно-правовое образование, основанное в IX веке. Расположенная в восточной части Эгейского моря, она являлась одной из трёх военно-морских фем Византии. Самос занимался постройкой и снабжением кораблей, а также набором моряков для византийского флота.
Первое упоминание о феме Самос, руководимой стратигом, состоялось в книге Клиторология в 899 году. Административное образование включало в свой состав восточные острова Эгейского моря и западное побережье Малой Азии между Адрамитионом и Эфесом. Столицей фемы был город Смирна, в то время как подчинённые турмаха (вице-адмирала) имели представительства в Адрамитионе и Эфесе.
Существование в VIII веке титула «стратиг Самоса» подтверждено обнаруженной печатью, упоминающей стратига Феодора.
В 911 году вооружённые силы фемы составляли 3 980 гребцов и 600 морских пехотинцев, а также флот из 22 боевых кораблей. Материковая часть Самоса находилась в подчинении турмахов Фракиссия. Это, а также отсутствие упоминаний о гражданских чиновниках этой фемы свидетельствует о разделении полномочий. Стратиг Самоса был занят постройкой судов и набором экипажа, а также защитой островов, а побережье материка уже было сферой влияния стратига Фракиссия. В конце XI века флот Самоса был расформирован, и в результате Самос стал обычной фемой.